# Euphorbia balbisii
Euphorbia balbisii es una especie fanerógama perteneciente a la familia de las euforbiáceas. Es endémica de las Islas Bahamas, en las Islas de Barlovento.

## Taxonomía
Euphorbia balbisii fue descrita por Pierre Edmond Boissier y publicado en Centuria Euphorbiarum 11. 1860.
Etimología
Euphorbia: nombre genérico que deriva del médico griego del rey Juba II de Mauritania (52 a 50 a. C. - 23), Euphorbus, en su honor – o en alusión a su gran vientre –  ya que usaba médicamente Euphorbia resinifera. En 1753 Carlos Linneo asignó el nombre a todo el género.
balbisii: epíteto otorgado en honor del  botánico italiano Giovanni Battista Balbis (1765 - 1831).
Sinonimia
- Anisophyllum affine Klotzsch & Garcke
- Chamaesyce balbisii (Boiss.) Millsp.
- Euphorbia affinis Boiss.
- Euphorbia serpens Balb. ex Boiss.[5]